# Anna Ryżykowa
Anna Wasyliwna Jaroszczuk-Ryżykowa (ukr. Анна Василівна Ярощук-Рижикова; ur. 24 listopada 1989) – ukraińska lekkoatletka specjalizująca się w biegu na 400 metrów przez płotki.
W 2007 roku podczas mistrzostw Europy juniorów odpadła w eliminacjach biegu na 200 metrów oraz zdobyła srebrny medal w sztafecie 4 × 100 metrów. Rok później na mistrzostwach świata juniorów była szósta w biegu na 400 metrów przez płotki, a wraz z koleżankami z reprezentacyjnej sztafety 4 × 400 metrów została wicemistrzynią globu. Podczas młodzieżowego czempionatu Starego Kontynentu zajęła ósme miejsce w biegu płotkarskim oraz czwarte w biegu rozstawnym 4 × 400 metrów. Dotarła do półfinału mistrzostw Europy w Barcelonie (2010). Młodzieżowa mistrzyni Europy oraz mistrzyni uniwersjady z 2011. Rok później zdobyła brązowy medal podczas mistrzostw Europy w Helsinkach. Szósta zawodniczka mistrzostw świata w Moskwie (2013). W 2014 weszła w skład ukraińskiej sztafety sztafeta 4 × 400 m, która zdobyła srebrny medal mistrzostw Europy w Zurychu. Medalistka mistrzostw Ukrainy oraz reprezentantka kraju na drużynowych mistrzostwach Europy i w meczach międzypaństwowych.
Rekord życiowy w biegu na 400 metrów przez płotki: 52,96 (4 lipca 2021, Sztokholm) – rekord Ukrainy.

## Osiągnięcia
| Rok  | Impreza                                  | Miejsce    | Konkurencja                | Pozycja    | Wynik   |
| ---- | ---------------------------------------- | ---------- | -------------------------- | ---------- | ------- |
| 2007 | Mistrzostwa Europy juniorów              | Hengelo    | bieg na 200 m              | eliminacje | 24,97   |
| 2007 | Mistrzostwa Europy juniorów              | Hengelo    | sztafeta 4 × 100 m         | 2. miejsce | 44,77   |
| 2008 | Mistrzostwa świata juniorów              | Bydgoszcz  | bieg na 400 m przez płotki | 6. miejsce | 58,43   |
| 2008 | Mistrzostwa świata juniorów              | Bydgoszcz  | sztafeta 4 × 400 m         | 2. miejsce | 3:34,20 |
| 2009 | Młodzieżowe mistrzostwa Europy           | Kowno      | bieg na 400 m przez płotki | 8. miejsce | 57,26   |
| 2009 | Młodzieżowe mistrzostwa Europy           | Kowno      | sztafeta 4 × 400 m         | 4. miejsce | 3:30,78 |
| 2010 | Mistrzostwa Europy                       | Barcelona  | bieg na 400 m przez płotki | półfinał   | 56,29   |
| 2011 | Młodzieżowe mistrzostwa Europy           | Ostrawa    | bieg na 400 m przez płotki | 1. miejsce | 54,77   |
| 2011 | Młodzieżowe mistrzostwa Europy           | Ostrawa    | sztafeta 4 × 400 m         | 2. miejsce | 3:30,13 |
| 2011 | Uniwersjada                              | Shenzhen   | bieg na 400 m przez płotki | 1. miejsce | 55,15   |
| 2012 | Mistrzostwa Europy                       | Helsinki   | bieg na 400 m przez płotki | 3. miejsce | 54,35   |
| 2012 | Igrzyska olimpijskie                     | Londyn     | bieg na 400 m przez płotki | półfinał   | 55,51   |
| 2012 | Igrzyska olimpijskie                     | Londyn     | sztafeta 4 × 400 m         | 4. miejsce | 3:23,57 |
| 2013 | Superliga drużynowych mistrzostw Europy  | Gateshead  | bieg na 400 m przez płotki | 2. miejsce | 55,27   |
| 2013 | Uniwersjada                              | Kazań      | bieg na 400 m przez płotki | 2. miejsce | 54,77   |
| 2013 | Mistrzostwa świata                       | Moskwa     | bieg na 400 m przez płotki | 6. miejsce | 55,01   |
| 2014 | Mistrzostwa Europy                       | Zurych     | bieg na 400 m przez płotki | eliminacje | DSQ     |
| 2014 | Mistrzostwa Europy                       | Zurych     | sztafeta 4 × 400 m         | 2. miejsce | 3:24,32 |
| 2015 | Mistrzostwa świata                       | Pekin      | bieg na 400 m przez płotki | półfinał   | 55,16   |
| 2015 | Światowe wojskowe igrzyska sportowe      | Mungyeong  | bieg na 400 m przez płotki | 2. miejsce | 55,74   |
| 2015 | Światowe wojskowe igrzyska sportowe      | Mungyeong  | sztafeta 4 × 400 m         | 2. miejsce | 3:30,66 |
| 2018 | Halowe mistrzostwa świata                | Birmingham | bieg na 400 m              | półfinał   | 52,74   |
| 2018 | Halowe mistrzostwa świata                | Birmingham | sztafeta 4 × 400 m         | 4. miejsce | 3:31,32 |
| 2018 | Mistrzostwa Europy                       | Berlin     | bieg na 400 m przez płotki | 2. miejsce | 54,51   |
| 2018 | Puchar interkontynentalny                | Ostrawa    | bieg na 400 m przez płotki | 3. miejsce | 54,47   |
| 2019 | Halowe mistrzostwa Europy                | Glasgow    | bieg na 400 m              | półfinał   | 53,22   |
| 2019 | Superliga drużynowych mistrzostw Europy  | Bydgoszcz  | bieg na 400 m przez płotki | 2. miejsce | 55,61   |
| 2019 | Mecz Europa – USA                        | Mińsk      | bieg na 400 m przez płotki | 1. miejsce | 55,32   |
| 2019 | Mistrzostwa świata                       | Doha       | bieg na 400 m przez płotki | 7. miejsce | 54,45   |
| 2019 | Mistrzostwa świata                       | Doha       | sztafeta 4 × 400 m         | 6. miejsce | 3:27,48 |
| 2019 | Światowe wojskowe igrzyska sportowe      | Wuhan      | bieg na 400 m przez płotki | 2. miejsce | 55,23   |
| 2019 | Światowe wojskowe igrzyska sportowe      | Wuhan      | sztafeta 4 × 400 m         | 3. miejsce | 3:33,68 |
| 2021 | Halowe mistrzostwa Europy                | Toruń      | bieg na 400 m              | półfinał   | 52,11   |
| 2021 | Halowe mistrzostwa Europy                | Toruń      | sztafeta 4 × 400 m         | 5. miejsce | 3:30,38 |
| 2021 | Igrzyska olimpijskie                     | Tokio      | bieg na 400 m przez płotki | 5. miejsce | 53,48   |
| 2021 | Igrzyska olimpijskie                     | Tokio      | sztafeta 4 × 400 m         | eliminacje | 3:24,50 |
| 2022 | Mistrzostwa świata                       | Eugene     | bieg na 400 m przez płotki | 8. miejsce | 54,93   |
| 2022 | Mistrzostwa świata                       | Eugene     | sztafeta 4 × 400 m         | eliminacje | 3:29,25 |
| 2022 | Mistrzostwa Europy                       | Monachium  | bieg na 400 m przez płotki | 3. miejsce | 54,86   |
| 2023 | II dywizja drużynowych mistrzostw Europy | Chorzów    | sztafeta mieszana          | 3. miejsce | 3:15,13 |
| 2023 | Mistrzostwa świata                       | Budapeszt  | bieg na 400 m przez płotki | półfinał   | 54,42   |
| 2024 | World Athletics Relays                   | Nassau     | sztafeta 4 × 400 m         | repasaże   | 3:14,49 |
| 2024 | Mistrzostwa Europy                       | Rzym       | bieg na 400 m przez płotki | półfinał   | 54,95   |
| 2024 | Mistrzostwa Europy                       | Rzym       | sztafeta 4 × 400 m         | eliminacje | 3:27,59 |
| 2024 | Igrzyska olimpijskie                     | Paryż      | bieg na 400 m przez płotki | półfinał   | 55,65   |